# نشر هیرمند
نشر هیرمند یک مؤسسه انتشاراتی کتاب در ایران است که از سال ۱۳۵۹ فعالیتش را آغاز و عمده فعالیتش در زمینه ادبیات داخلی، خارجی و همین‌طور مجموعه اشعار است. بنیان گذار نشر هیرمند حمید باقرزاده است. او که زاده خراسان بود، به پاس‌داشت زیست‌بوم ایران این نام را برگزید. برخی از عناوین این مؤسسه دارای پرتیراژترین عناوین ترجمه شده هستند که از میان آنها می‌توان به کتاب دختری در قطار اشاره داشت که با ۲۳۰ هزار نسخه در صدر جدول کتاب‌های چاپ‌شده قرار گرفت. در سال ۱۳۹۷ نیز، نشر هیرمند، با هدف آنچه «بها دادن به سلیقه‌های جدید در میان مخاطبان خود» نامیده‌است، اقدام به تأسیس انتشاراتی جدیدی تحت عنوان کتاب مرو نموده‌است. نشر هیرمند از پیشگامان اهدای کتاب نیز می‌باشد که در همین راستا، از اهدای بیش از ۹ هزار جلد کتاب از سوی این ناشر به بنیادهای خیریه می‌توان نام برد. سعید کلاتی و مهسا خراسانی تعدادی از مترجمانی هستند که آثار ترجمه ایشان توسط این انتشاراتی به چاپ رسیده‌است